# 伊達村茂
伊達 村茂（だて むらしげ）は、江戸時代中期の仙台藩士。始め白石城主片倉家6代当主となり、片倉 村信（かたくら むらのぶ）と称す。のち実家に戻り仙台藩一門第七席・宮床伊達家4代当主。

## 生涯
正徳6年（1716年）4月7日、宮床伊達家3代当主・伊達村興の子として誕生。幼名は喜世之助。
享保5年（1720年）に跡取りのいなかった白石城主・片倉村休が危篤状態に陥ると、伯父である藩主・伊達吉村の命によって村休の末期養子となり片倉家6代当主となる。ただし喜世之助は幼少のため、古内義長が後見人となって家政を総監し、片倉領には目付が派遣されて統治にあたった。
享保8年（1723年）3月21日、元服し、吉村より偏諱を授かって片倉小十郎村信と名乗る。ところが、享保16年（1731年）3月に宮床伊達家を継ぐはずであった兄・村胤が急死すると、吉村は村信に村興の跡目を継ぐよう命じたため、村信は一族・遠藤定利（3代片倉景長の三男）に片倉家の家督を譲った。
同月、実家に戻った村信は村興から家督を譲られて宮床伊達家4代当主となり、伊達助三郎村茂と名を改めた。
寛延2年（1749年）8月5日死去。享年34。嫡男・村嘉が家督を相続した。

## 系譜
- 父：伊達村興（1683-1766）
- 母：三沢宗直の娘
- 養父：片倉村休（1683-1720）
- 正室：伊達村望の娘
  - 長男：伊達村嘉（1745-1776） - 宮床伊達家5代当主
  - 次男：伊達村頼 - 算十郎・実庸
- 養子
  - 男子：片倉村定（1677-1744） - 片倉景長の三男。片倉氏7代当主

```
　　　　　　伊達宗房　┏伊達吉村
　　　　　　　┣━━━┫
　　　　　┏まつ　　　┗伊達村興━━伊達村茂（片倉村信）
　　　　　┃
片倉景長━╋片倉村定（遠藤定利）
　　　　　┃
　　　　　┗片倉村長━━片倉村休

```